# Nardi FN.305
Nardi FN.305 là một loại máy bay huấn luyện và liên lạc của Ý, do hãng Fratelli Nardi thiết kế chế tạo.

## Biến thể
FN.305
FN.305A
FN.305B
FN.305C
FN.305D

## Quốc gia sử dụng
Bulgaria
- Không quân Bulgary

 France
- Không quân Pháp

 Hungary
- Không quân Hoàng gia Hungary

 Ý
- Regia Aeronautica

 România
- Không quân Hoàng gia Romani

 Chile
- Không quân Chile

## Tính năng kỹ chiến thuật (FN.305A)
Dữ liệu lấy từ The Illustrated Encyclopedia of Aircraft (Part Work 1982-1985). Orbis Publishing. ngày 1 tháng 1 năm 1988. tr. 2594.
Đặc điểm tổng quát
- Kíp lái: 2
- Chiều dài: 6.98 m (22 ft 10¾ in)
- Sải cánh: 8.47 m (27 ft 9½ in)
- Chiều cao: 2.10 m (6 ft 10¾ in)
- Diện tích cánh: 12 m2 (129.17 ft2)
- Trọng lượng rỗng: 704 kg (1552 lb)
- Trọng lượng có tải: 984 kg (2169 lb)
- Powerplant: 1 × Alfa Romeo 115, 138 kW (185 hp)

Hiệu suất bay
- Vận tốc cực đại: 300 km/h (186 mph)
- Tầm bay: 620 km (385 dặm)
- Trần bay: 6000 m (19,685 ft)